# NGC 656
NGC 656 est une galaxie lenticulaire barrée située dans la constellation des Poissons. NGC 656 a été découverte par l'astronome prussien Heinrich d'Arrest en 1865.

## Caractéristiques
Sa vitesse par rapport au fond diffus cosmologique est de 3 573 ± 35 km/s, ce qui correspond à une distance de Hubble de 52,7 ± 3,7 Mpc (∼172 millions d'al).
NGC 656 est une galaxie du champ, c'est-à-dire qu'elle n'appartient pas à un amas ou un groupe et qu'elle est donc gravitationnellement isolée.